# Petrus Kastenman
Lars Petrus Ragnar Kastenman, původním jménem Karlsson (15. srpna 1924 Bälinge – 10. června 2013 Stenstorp), byl švédský reprezentant v jezdectví.
Pocházel z chudé rodiny vesnického krejčího a od třinácti let sloužil ve stájích na zámku Nynäs. Absolvoval školu kavalerie Arméns rid- och körskola a byl četařem jezdeckého pluku K 3 Švédské armády ve Skövde. Od 28 let jezdil na služebním valachovi jménem Iluster, s nímž se stal olympijským vítězem.
V roce 1956 vyhrál Kastenman mistrovství Švédska v jezdectví. Téhož roku získal zlatou medaili v soutěži všestranné způsobilosti jednotlivců v jezdecké části olympijských her 1956, která se konala ve Stockholmu. Soutěž družstev Švédové nedokončili, neboť Johan Asker musel po zranění svého koně odstoupit. Na mistrovství Evropy v military, které se konalo v roce 1957 v Kodani, získal Kastenman se švédským družstvem bronzovou medaili.
Byl mu udělen Řád Jeho královského Veličenstva. Z armády odešel v roce 1974 a pak pracoval jako jezdecký trenér, mj. působil u švédské juniorské reprezentace. Petrus Kastenman byl ženatý a měl dvě děti.